# Средња Африка
Централна или средња Африка (географски појам који користе Уједињене нације у својој категоризацији геополитичких подрегија). Аналогни појам означава део Африке јужно од пустиње Сахаре, источно од Афричке котлине и западно од Велике раседне долине. Регијом доминира река Конго и њене притоке који заједно чине иза Амазона други по величини слив на свету. Према УН-у средњу Африку чини девет земаља:
- Чад
- Централноафричка Република
- Камерун
- Екваторијална Гвинеја
- Сао Томе и Принсипе
- Габон
- Република Конго
- Демократска Република Конго
- Ангола

У ширем географском смислу, у ову регију се понекад укључују и Бурунди, Руанда, Замбија, Зимбабве, Малави, као и Острва Свете Јелене
Све државе које се налазе у УН-овој подрегији средња Африка заједно са онима које се обично сматрају деловима средње Африке (дакле 11 земаља) творе Економску заједницу средњоафричких држава (Еconomic Community of Central African States).
Средњоафричку Федерацију (1953—1963), која се такође називала Федерација Родезија и Њасаленд, чиниле су данашње државе Малави, Замбија и Зимбабве, које се сада сматрају деловима јужне и источне Африке.

## Географија

### Рељеф
По геолошкој структури Африка је једноставан континент, грађен збијено од старих стена. Основу грађе земљишта чине кристаласте честице, гранит и мермер. Рељеф Африке је највећим делом скуп пространих висоравни (саванских, степских и пустињских), равних таласастих површина, које заједно чине огромну афричку плочу оивичену уским равничарским приморским појасем. Са висоравни се издиже неколико планинских венаца. Рељеф Африке карактеришу и тектонски басени, испуњени великим језерима. Рељеф Африке је неуједначен. Источна и јужна Африка постепено се издижу и преко 1000 метара надморске висине. Само незнатни делови Африке дуж морских и речних обала леже испод 200 метара. Висоравни и таласасто земљиште нису непрекидно везани, нити леже на истој надморској висини, већ су појединачно окружени степенасто издигнутим земљиштем и планинама. На нижем северном делу Африке протеже се планински појас од Атласа преко Сахаре, све до Судана. Највише планине и висоравни примакнуте су Индијском океану, на северозападу Средоземном мору. Земљиште Африке до 200 метара надморске висине заузима око 10% површине, од 200 до 500 метара 39%, од 500 до 1000 метара 28%, од 1000 до 3000 метара 22%, а преко 3000 метара око 1%. Средња надморска висина је око 750 метара. Травнате површине (саване и степе) заузимају око 42%, шуме 19%, пустиње 39%.
Централна Африка се простире између источне планинске области Африке, висоравни Анголе и Замбије и Атлантског океана, а на северу захвата слив реке Конга и делове области Судана и Сахаре. Централно место заузима басен реке Конга, који је највећим делом блага котлина, на око 500 метара надморске висине, изразито екваторијална област са тропским шумама, бројним рекама и влажном климом.

### Хидрографија
Конго или Заир је највећа река у западном делу централне Африке. Река је дугачка око 4.700 km , што је чини другом по дужини у Африци (после Нила). Конго са својим притокама великим делом протиче кроз тропске шуме, услед чега је веома богат водом. Конго је највећа река по количини воде и површини слива у Африци, а друга у свету (после Амазона). Пошто се велики део речног басена лежи око екватора, ниво воде у реци је веома стабилан, јер увек барем над једним делом реке пада киша. Река протиче кроз Демократску Републику Конго и кроз Републику Конго и обе државе су добиле име по реци. Између 1971. и 1997. године власти тадашњег Заира називале су реку Заир.
Извори реке Конго леже на планинама око Велике источноафричке пукотине. Тамо настаје спајањем река Луапула и Луалаба и у току до Станлијевих Водопада тече под именом Луалаба, а од водопада под именом Конго.
Река се улива у Атлантски океан и њено ушће износи 40 km.

## Економски значај
Пошто је регион централне Африке слабо проходан већина саобраћаја и трговине одвија се реком Конго. Тргује се бакром, палминим уљем, шећером, кафом, и памуком. Река је такође веома значајна због великог хидроенергетског потенцијала.
У фебруару 2005. године, јужноафричка електрична компанија, Еском (Eskom), објавила је понуду да значајно повећа капацитет Инга хидроелектране изградњом нове хидроелектричне бране. Пројекат би донео максималну снагу од 40 GW што је дупло више од кинеске бране Три кањона.

## Становништво
Већину становништва чине припадници негроидне расе. За разлику од западне Африке, ова регија нема шаролик етнички састав становништва – око 90% чине припадници Банту групе. Посебну пажњу привлаче староседеоци ниског раста – Пигмеји, који живе у басену Конга.
Сваки народ и група говори својим језиком, па је у већини земаља централне Африке француски службени језик (изузев Екваторијалне Гвинеје). Са изузетком Централноафричке Републике, у свим земљама преовлађује хришћанство.
Становништво централне Африке је младо, а просечан животни век је педесетак година. Природни прираштај је висок, али је висока и смртност одојчади – двоструко већа од светског просека. Становништво ове регије, као и становништво западне Африке, страда од тропских болести – жуте грознице и болести спавања.
Највећи град регије је Киншаса са око 7 милиона становника